# Big Red

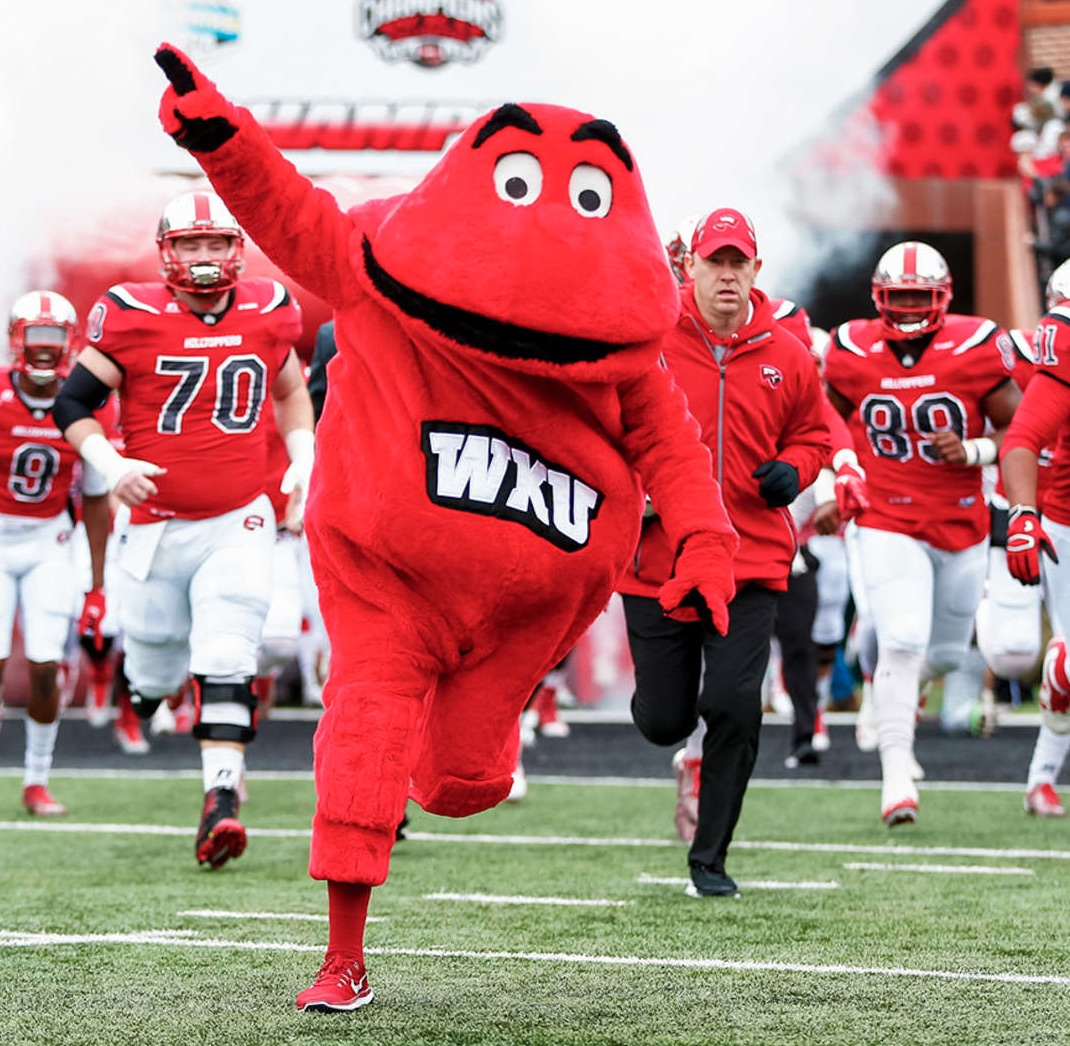
Big Red

Big Red è la mascotte della Western Kentucky University. È stata creata nel 1979 dallo studente Ralph Carey.
Big Red ha fatto il suo debutto ufficiale nella stagione 1979-1980 del campionato di pallacanestro ed è famoso non solo nel Kentucky ma in tutti gli Stati Uniti. Per tre volte gli è stato assegnato il premio "Key to Spirit", dedicato alle mascotte delle squadre durante le gare della "Universal Cheerleading Association". È stato anche impiegato dalla rete televisiva ESPN per spot pubblicitari di successo.

## Creazione
Prima dell'inizio della stagione di basket del college del 1979, lo studente della WKU Ralph Carey si offrì volontario per creare una mascotte per le squadre sportive della scuola. Si sperava che una mascotte suscitasse entusiasmo e integrasse gli iconici asciugamani rossi sventolati dai fan sugli spalti. Carey ha detto che voleva creare qualcosa di unico che rimanesse il più lontano possibile dallo stereotipo collinoso dei Kentuckiani.
Alla fine Carey ha presentato lo schizzo di un concetto di mascotte rosso simile a una peluria a un comitato che includeva il futuro presidente dell'università Gary Ransdell. Alla domanda su come si chiamasse il personaggio, Carey ha suggerito Big Red come riconoscimento del soprannome dato alle squadre sportive WKU. Dopo un po' di perfezionamento, Carey ha costruito a mano il primo costume da Big Red - composto da "pelliccia finta,  tubi di plastica e cornice di alluminio".Carey ha poi indossato la tuta quando Big Red ha debuttato a una partita di basket in casa il 1º dicembre 1979, in E.A. di WKU. Diddle Arena. Carey si è laureato nel 1980. La causa è stata poi consegnata al compagno di studi Mark Greer, che è stato il primo a interpretare il personaggio in una partita di calcio WKU nell'autunno di quell'anno.

## Causa controStriscia la notizia
Nel 2003 la Adfra in qualità di titolare dei diritti di sfruttamento anche per l'Italia sul Big Red, mascotte della Western Kentucky University, ha instaurato un contenzioso – a cui hanno poi preso parte anche la stessa Western Kentucky University, il suo licenziatario statunitense e Ralph Carey, presentato come ideatore del Big Red – per far accertare che il Gabibbo costituisse un plagio del Big Red e al fine di conseguire un ingentissimo risarcimento per lesione del diritto di sfruttamento patrimoniale del Big Red.
Il contenzioso è stato definito dalla Corte di cassazione nel 2017 col rigetto dell'accusa di plagio e con la condanna al rimborso delle spese legali sostenute dai destinatari di quell'iniziativa giudicata infondata. In particolare, con quella sentenza si è formato il giudicato non solo sul fatto che il Gabibbo non costituisca un plagio del Big Red ma, a monte, sul fatto che il Big Red non raggiunga livelli di creatività tali da poter essere considerato un'opera dell'ingegno oggetto di diritto d'autore.
Nel frattempo, il solo Ralph Carey aveva instaurato un nuovo contenzioso al fine di conseguire un risarcimento per lesione del proprio diritto non patrimoniale ad essere riconosciuto l’ideatore del Big Red. In data 15 maggio 2021 questo nuovo contenzioso è stato però dichiarato estinto con la condanna di Ralph Carey al rimborso delle spese legali nei confronti di tutte le controparti. Peraltro, poiché nel corso di esso era emerso che il documento che Ralph Carey aveva depositato per dimostrare la propria paternità sul Big Red era diverso dall'originale presente negli archivi della Western Kentucky University, Ralph Carey è stato querelato per falso sia in sede civile che in sede penale. La Procura della Repubblica di Milano, nell'ottobre del 2020, ha esercitato l’azione penale nei confronti di Ralph Carey, contestandogli il reato di falso materiale in atto pubblico per avere contraffatto quel documento.